# نواه ليون
نواه ليون (بالإنجليزية: Noah Lyon)‏ هو فنان أمريكي، ولد في 11 سبتمبر 1979.